# Великі Геївці
Великі Геївці — село в Україні, в Ужгородському районі Закарпатської області. Адміністративний центр Великогеєвецької сільської ради.
Розташоване на річці Латориця.

## Герб
Щит розтятий і перетятий зеленим і лазуровим. У першій частині розтитий і перетятий щиток: в першій частині в червоному полі три срібні балки, в другій і третій частинах в червоних полях по одному золотому леву, четверта частина семиразово перетята червоним і срібним. У другій частині зелена дубова гілка і золотий колос перев'яз справа. У третій частині дві срібні риби в балку, нижня вліво. У четвертій частині щиток: у срібному полі червоний перев'яз зліва, обтяжений трьома золотими ґонтами.

## Історія
Перша письмова згадка про село відноситься до 1338 року, коли шляхтичі Великих Геївців та Ратівців визначали межі своїх володінь. В джерелах село відоме під назвами: «Gevch», «Geveuch», «Gejocz».
Вважається, що первісна назва села виникла у слов'янському середовищі, бо в 80-х роках XX століття на околиці села було виявлено давньослов'янське поселення VIII-ІХ ст.
В першій половині XIV ст., як засвідчили джерела, у Геївцях жив землевласник Рамача, який до свого прізвища додавав прикладку «геївський». В 1427 році в селі було оподатковано 67 залежних господарств. В кінці XVI ст. Кількість оподаткованих господарств зменшилась до 5 порт (цілих земельних наділів).
Через Геївці проходив торговий шлях з Унгського до Березького комітату. На переправі через Латорицю ще в XVI ст. було відкрито митницю, біля якої виникло невелике поселення Митні Геївці «Wamos Gewcz».
Джерела XVIII ст. вважають Геївці мадярським селом.
Серед перших документально підтверджених володарів села Геївці названо сім’ю Часлоці. Це дрібно шляхетський рід місцевого походження. Однак село ніколи не було власністю тільки одного землевласника. Серед власників були шляхтичі Серетваї, Часлоці, Добо, Нодьмігалї, Паллоці, Буткаї та ін. У 15 ст. у державних документах село згадується під назвою Вамош Гейоц, тобто Митні Гейоц. Це є свідченням того, що воно було місцем збору мита. Південніше від села протікає одна з найбільших річок краю – Латориця. Мабуть, за перевезення вантажів та й навіть перехід через річку слід було сплачувати митою. З кінця 17 ст. назва села фігурує вже у сучасному вигляді – Великі Геївці (Nagygejőc). Серед місцевих землевласників найбільшим числом наділів та заселених селян володіють у селі дрібні шляхтичі Петроваї.
У першій половині 18 ст. із завершенням періоду військово-політичного протистояння між Габсбургами і Ракоці настає відносно мирний період, відбувається економічне зростання. У 1740-х роках до села прибуває декілька угорських протестантських сімей. Звідки вони прийшли і скільки їх було невідомо. Урбаріальні списки часів реформи Марії Терезії зафіксували 19 селянських і 2 желярських сімей. Урбаріальна реформа повинна була покращити становище селян, втім, це було не так. Опис земельних володінь та селянських наділів 1830-го року вказує на те, що у селі проживало 76 селянських сімей, усього 170 дорослих осіб. Основним господарським заняттям залишалося рільництво. Розводили селяни велику рогату худобу, свиней та мали декілька коней. У 1848 році землевласниками великогеївських селян були Марія Горват, Іштван Чука, Кріштоф Ілошваї, сім’ї Петроваї, Гомокі та Будагазі. Саме у цьому році в Братиславі скасували кріпосну залежність селян. Однак, ані ліквідація залежності селян, ані комасація та сегрегація наступних десятиліть не могли справедливо вирішити селянське і земельне питання. Проблема малоземелля була актуальною і надалі. Більшість селян села Великі Геївці мали невеличкі земельні угіддя і прибутки з них не були достатніми для виплати податків та утримання сім’ї. Наприкінці 19 ст. селяни вдалися до крайнього засобу пошуків кращого життя – еміграції. Цільовою країною емігрантів стали США, штат Огайо. Матеріали фондів ДАЗО, зокрема копії метричних документів, вказують, що більшість емігрантів з нашого села жити і працювали саме у цьому американському штаті.
У пізніші часи багато реформатських сімей переїжджають сюди і осідають. Створено реформатську церкву у 1664 року. У середині 1720-х років поселення було зруйноване величезною пожежею.
Коли поширився протестантизм у цьому невеличкому ужанському селі – сказати складно. На початку 17 ст. тут існувала протестантська община. Мабуть, тоді звели і першу церкву. Друга була побудована з дозволу імператора Йосипа ІІ наприкінці 18 ст., а третя кам’яна – у 1864 році. Вона і досі є окрасою села. Римо-католицька церковна громада відносно молода, сформувалася наприкінці 19 ст. Спочатку побудували школу для дітей з римо-католицьких сімей. При школі зведено капличку на честь Св. Анни. Згодом, в 1911 році побудовано римо-католицьку церкву. У часи радянізації Закарпаття вона була закрита, а громада знята з обліку. Відновлено її тільки у 1989 році.
Окрему увагу треба приділити шляхетській родині Кенде, які мали володіння в селі Великі Геївці з другої половини 19 ст. і до 1944 року. Їхній куріальний будинок (який місцеві жителі називають палацом) є типовим панським будинком провінційної угорської дрібної шляхти 19 ст., побудований у стилі класицизму. До квітня 1944 року в селі Великі Геївці проживало понад 60 осіб єврейського походження. Тут з’явилися перші євреї-орендарі, ймовірно, наприкінці 18 ст. За переписом 1787 року у селі проживало 282 осіб, з них 6 юдеї. У 1840 році юдеїв тут було вже 52 осіб, 1880 року – 183, 1910 р.- 137, 1941 р. – 69.
У чехословацький період декілька сімей переселилися до Руських Геївців.
На світанку 20 квітня 194-х євреїв відправили до ужгородського гетто, а пізніше до таборів смерті.
Село Великі Геївці має своїх героїв, які загинули на фронтах Першої та Другої світової воєн. Пам’ять про них зафіксована на пам’ятних знаках сільського цвинтаря.
Першими жертвами радянського режиму стали 79 чоловіків мешканців села, яких наприкінці листопада 1944 року було «відправлено» на так звані триденні відбудовчі роботи. Наступним кроком нової влади стала націоналізація церковних земель, будівель.

## Політика

### Парламентські вибори, 2019
На позачергових парламентських виборах 2019 року у селі функціонувала окрема виборча дільниця № 210576, розташована у приміщенні школи.
Результати
- зареєстровано 786 виборців, явка 42,11%, найбільше голосів віддано за «Слугу народу» — 47,40%, за «Опозиційний блок» — 18,51%, за Всеукраїнське об'єднання «Батьківщина» — 8,12%.[1] В одномандатному окрузі найбільше голосів отримав Йосип Борто (самовисування) — 58,57%, за Андрія Андріїва (самовисування) — 23,99%, за Роберта Горвата (самовисування) — 8,10%[2].

## Туристичні місця
- давньослов'янське поселення VIII-ІХ ст.
- На переправі через Латорицю ще в XVI ст. було відкрито митницю, біля якої виникло невелике поселення Митні Геївці «Wamos Gewcz».
- збудовано реформатську церкву у 1664 року.